# Musée archéologique du Haut-Adige
Le musée archéologique du Haut-Adige (allemand : Südtiroler Archäologiemuseum, italien : Museo archeologico dell'Alto Adige) est un musée archéologique situé à Bolzano, dans la province du Tyrol du Sud ou Haut-Adige en Italie. La momie d'Ötzi « l'homme des glaces » est conservé dans une chambre froide à environnement contrôlé du musée. Cette dernière est munie d'une zone vitrée permet au public de l'observer.

## Histoire
Le musée a été spécifiquement créé en 1998 pour Ötzi, le corps naturellement momifié d'un homme d'environ 3300 av. J.-C.. C'est la plus ancienne momie naturelle d'un homme, une momie humide, par opposition aux momies conservées par des conditions de sécheresse dans un environnement désertique. Il offre une vue exceptionnelle de la culture européenne du Chalcolithique (âge du cuivre). La plus vieille hache de l'âge du cuivre a été trouvée parmi ses nombreux objets d'équipement qui comprenait aussi un kit d'allumage de feu et un carquois chargé avec douze flèches, dont deux seulement ont été finies, des vêtements et un couteau de silex complet avec son fourreau.
Abrité dans le bâtiment du XIXe siècle d'une ancienne banque, le musée retrace l'histoire et l'archéologie de la région Alpine du sud depuis le Paléolithique et le Mésolithique (de 15 000 av. J.-C.) jusqu'à 800. En 2006, le musée a accueilli une exposition sur les momies de la culture Chachapoyas.